# 코미디의 길
《코미디의 길》은 매주 일요일 밤 대한민국의 문화방송(MBC)에서 방영되었던 코미디 프로그램이다.
사실상 MBC의 마지막 코미디 프로그램이며, 당초 2014년 4월 21일부터 방영될 예정이었으나 세월호 침몰 사고로 인해 5월 11일부터 첫 방송을 하였다. 이 프로그램의 방영시간은 일요일 밤 12시 5분이었다. 이홍렬의 복귀작으로 화제를 모았으나 평균 시청률은 2%를 기록하여 부진한 시청률을 기록하였다.
이후 9월 28일 방송분을 끝으로 2주 연속 결방되어 왔으나 결국 3주가 지난 10월 16일, 방송 5개월만에 최종 종영되었으며 이 프로그램을 마지막으로 MBC의 코미디 프로그램은 역사의 뒤안길로 사라지게 되었고, MBC 20기 공채 코미디언 중에서 유일하게 맹승지(본명:김예슬)만 이름을 알렸다.
이를 끝으로 MBC는 공채 코미디언을 더 이상 배출하지 않게 되면서 같은 해에 MBC 방송연예대상에서 코미디 부문 수상을 폐지했다.

## 출연 중 희극인
- 박준형
- 고정호
- 손헌수
- 박재석
- 조해욱
- 김완기
- 박근백
- 홍가람
- 조승제
- 김두영
- 오정태
- 정성호
- 김철민
- 신동수
- 김주연
- 이문원
- 조현민
- 권영기
- 최설아
- 유상엽
- 이지수
- 최재호
- 김보규
- 김병준
- 도대웅
- 김용재
- 박현정
- 김현주
- 권형준
- 오지환
- 이성배
- 김정구
- 허민행
- 김예슬
- 김마주
- 최국
- 김상희

## 방영 코너

### 코미디의 길
- 방영일 : 2014년 5월 11일
- 출연 : 이홍렬

MBC 코미디, 그 영광의 주역 이홍렬! 그의 좌충우돌 코미디 재 도전기! 과연 이홍렬은 과거의 영광을 재현할 수 있을 것인가? 다시 코미디를 시작하려는 이홍렬의 일상을 모큐멘터리 형식으로 보여주는 코너다.이홍렬의 골칫덩어리 콤비로 신인개그맨 김용재가 출연한다. M.net 음악의 신에서 매니저 백영광과 비슷한 역할. 6회에 경북 청도에서 후진을 양성하고 있는 전유성이 오랜만에 등장했다. '골방주식회사'에 이홍렬이 합류하는 과정이 9회, 10회에 걸쳐 공개되었다. 이홍렬의 합류를 최국과 멤버들이 거절하지만, 최국의 고모부와 이홍렬이 옛 벗이었고, 그 빽으로 이홍렬이 숟가락을 얹게 된다. 녹화를 떠보니 역시 콩트의 고수 답게 잘해냈다.

### 그래도 내가 하지 않았어
- 방영기간 : 2014년 5월 11일 ~ 2014년 9월 28일
- 출연 : 박준형, 오정태, 조현민, 이지수, 이성배

못생겨서 억울한 남자! 진실을 말하면 말할수록 점점 더 용의자로 몰리는 진짜 범인(?)스러운 남자 “오정태”의 유쾌한 코미디! “그래도 내가 하지 않았다고요!” 코빠 시절부터 방영되던 코너로 경찰 상급자로 박준형이 새로이 합류했다.

### 골방주식회사
- 방영기간 : 2014년 5월 11일 ~ 2014년 9월 28일
- 출연 : 최국, 양희성, 홍가람, 유상엽

찌질한 청년 백수들의 허세 개그! 골방에서 인형 눈을 붙이지만 그래도 나름 고학력자? 우스꽝스러운 상황 속 진지한 태도가 웃음을 유발하는 코너 역시 스튜디오 콩트로, 단칸방에서 곰인형 눈붙이기 일을 하면서도 허세를 부리는 세 사람(최국, 홍가람, 유상엽)의 이야기다. 9회에 이홍렬이 구직자로 출연하였다.

### 돌싱남녀
- 방영기간 : 2014년 5월 18일 ~ 2014년 9월 28일
- 출연 : 추대엽, 홍가람, 유미선, 김철민, 김주연

이혼 후, 1년 만에 우연히 다시 만나게 된 부부.아직 미련이 남아있는 돌싱남녀의 꽃향기나는 코미디!“우리.. 다시 돌아갈까?” 홍가람, 유미선, 추대엽 출연. 8회부터는 김주연도 출연한다.
- 2014/7/6 (일) 타이니지 도희
- 2014/9/21 (일) 브라운 아이드 걸스 나르샤

### 동생들
- 방영기간 : 2014년 6월 8일 ~ 2014년 9월 28일
- 출연 : 권영기, 김병준, 도대웅, 윤상민, 현정

껄렁한 건달들의 폭풍 공감 개그! 일상에서 접할 수 있는 것에 대한 디테일한 공감! “동생들 관리 똑바로 해!” ”2014년 7월 31일자 썰전에서 이국주와 이윤석이 MBC 개그맨 권영기와 이 코너, 구라구라쇼를 언급했다.

### 김부장
- 방영기간 : 2014년 7월 6일 ~ 2014년 9월 28일
- 출연 : 양헌, 김두영, 이문원, 최설아, 이지성, 김상희, 현정

직장인 대 공감 코너 출동!직장 내 불평불만.. 조심하세요! 듣고 있습니다!김부장의 역습이 시작된다! SNL 코리아 시즌5에 출연하는 김두영이 김부장으로 나온다

### 개그심사
- 방영기간 : 2014년 7월 27일 ~ 2014년 9월 28일
- 출연 : 박재석, 이문원, 김철민, 이지성

개그 오디션에서 탈락할 수 있는 방법 총집합! 반전에 반전을 거듭하는 오디션 현장 대 공개!

### 이선균
- 방영기간 : 2014년 7월 27일 ~ 2014년 9월 28일
- 출연 : 정성호, 김완기, 조현민, 유정승, 유미선, 오지환

성대모사 개그의 새로운 패러다임! 이선균과 똑같은 목소리를 가진 사람들이 모여 사는 이상한 마을! 자장면 배달부에서 버스 운전기사까지 모두가 똑같다!

### 커밍아웃
- 방영기간 : 2014년 8월 10일 ~ 2014년 9월 28일
- 출연 : 정성호, 김완기, 이준수, 도대웅, 이성배, 오지환, 김상희, 김마주

이제는 말할 수 있다! 각계각층의 빵 터지는 진실 고백! 숨겨왔던 진실이 밝혀진다!
- 2014/9/21 (일) 브라운 아이드 걸스 나르샤

## 결방 사례

### 2014년
- 당초 4월 20일 첫방송 예정이었으나, 세월호 침몰 사고의 여파로 첫방송 날짜가 5월 11일로 연기되었다.
- 6월 22일 ~ 6월 29일 : 2014 브라질 월드컵 중계방송 관계로 결방
- 8월 3일 : 《휴먼다큐 사람이 좋다》 재방송 편성
- 9월 7일 : 추석에도 나 혼자 산다 특별 편성

## 같이 보기
경쟁 프로그램 (지상파)
- 개그콘서트 - KBS의 경쟁 프로그램
- 웃음을 찾는 사람들 - SBS의 경쟁 프로그램

관련 프로그램 (MBC TV)
- 코미디 하우스 - <코미디의 길>의 전신 프로그램
- 웃는 day - <코미디의 길>의 전신 프로그램
- 개그야 - <코미디의 길>의 전신 프로그램
- 하땅사 - <코미디의 길>의 전신 프로그램
- 웃고 또 웃고 - <코미디의 길>의 전신 프로그램
- 코미디에 빠지다 - <코미디의 길>의 전신 프로그램
- 코미디 파티 - <코미디의 길>의 후신 프로그램

경쟁 프로그램 (케이블)
- 코미디빅리그 - TvN의 경쟁 프로그램
- SNL 코리아 - TvN의 경쟁 프로그램

관련 프로그램 (케이블)
- 뮤직 코믹쇼 - <코미디의 길>의 전신 프로그램 (폐지)